# 南伊予・西土佐の道
- 街道をゆく > 南伊予・西土佐の道

『街道をゆく、南伊予・西土佐の道』（かいどうをゆく、みなみいよにしとさのみち）は、司馬遼太郎の紀行文集『街道をゆく』の14巻。
1971年（昭和46年）から1996年（平成8年）まで「週刊朝日」に連載されたうち、1978年6月15日から19日間、松山市ー砥部町ー大洲市ー宇和町（現・西予市）吉田町（現宇和島市、吉田町）ー宇和島ー松野町ー中村市（現・高知県四万十市）の旅を書いたものである。

## 紹介されているもの
松山近辺
松山は俳人、正岡子規や高浜虚子、河東碧梧桐などを輩出した街である。
「愛媛県」の県名の由来、重信川、「伊予豆比古命神社」「砥部焼」など
大洲
肱川、赤レンガの建物、冨士山（とみすやま）
卯之町（現西予市）
開明学校（現存する最古の小学校）二宮敬作、楠本イネ
吉田町（現宇和島市）
法華津峠、武左衛門一揆、安藤様
宇和島市
新宇和島騒動：「城山の緑を守る会」が、城山に武道館を建設する市の計画に反対し文化庁に陳情している市民運動。
和霊信仰、宇和島城、天赦園、石丸布団店、愛宕山、蔦屋、寄合酒、神田川原（じんでんがわら）
「イップリ」（宇和島の方言で【短気・変わり者】）の「いごっそう」（高知）「もっこす」（熊本）との比較
鬼北・西土佐
松丸街道、清良記、目黒村、四万十川、松野町目黒の建徳寺所有「目黒山形関係資料」（2007年重要文化財指定）、「お道を」（別れの挨拶）

## 関連書籍
- 『花神』
- 『伊達の黒船』
- 『鬼謀の人』